# Seboncourt
Seboncourt és un municipi francès del departament de l'Aisne, dels Alts de França.
Forma part de la Communauté de communes du Pays du Vermandois.

## Administració
Des de 2001, l'alcalde és Gérard Feuillette.

## Demografia
- 1962: 1.173 habitants.
- 1975: 1.072 habitants.
- 1990: 1.103 habitants.
- 1999: 1.111 habitants.
- 2007: 1.066 habitants.
- 2008: 1.064 habitants.[1]

## Personalitats lligades al municipi
- Louis Brassart-Mariage (1875-1933), arquitecte de l'església.